# Classe Mahan
I cacciatorpediniere classe Mahan erano simili alle precedenti classe Farragut, e dislocavano 1500 tonnellate standard, circa 110 in più, perché erano un poco più larghi e avevano 3 lanciasiluri quadrupli, uno capace di lanciare su ambo i lati, gli altri 2, installati sui lato della sovrastruttura, solo su un fianco.
Delle 18 navi realizzate, due furono gravemente danneggiate il 7 dicembre 1941, durante l'attacco di Pearl Harbor: la Cassin e la Downes, che si trovavano nello stesso bacino di carenaggio della corazzata Pennsylvania, rimasero seriamente danneggiati dai bombardieri giapponesi, e in seguito si decise di ricostruirle a partire dai motori, le uniche cose rimaste intatte in quanto finirono subito sott'acqua.
Il Tucker, che pure si trovava a Pearl Harbor, sopravvisse, ma fu affondato nell'agosto del 1942; il Cushing fu affondato dalle cannonate e dai siluri giapponesi al largo di Guadalcanal il 13 novembre 1942; il Preston fu affondato al largo di Guadalcanal da una flotta giapponese il 14 novembre 1942; il Perkins fu affondato nel Pacifico sudoccidentale il 29 novembre 1943; il Mahan stesso fu affondato il 7 dicembre 1944; infine il Reid fu affondato l'11 dicembre 1944. Un'altra nave, il Lamson, fu usata come bersaglio al test atomico dell'atollo di Bikini nel 1946, e il Conyngham fu usato come nave bersaglio e affondato il 2 luglio 1948.
I Mahan erano comunque una delle classi più numerose di cacciatorpediniere statunitensi prebellici e il loro apporto fu assai sentito nelle prime fasi del conflitto.

## Navi
- USS Mahan (DD-364)
- USS Cummings (DD-365)
- USS Drayton (DD-366)
- USS Lamson (DD-367)
- USS Flusser (DD-368)
- USS Reid (DD-369)
- USS Case (DD-370)
- USS Conyngham (DD-371)
- USS Cassin (DD-372)
- USS Shaw (DD-373)
- USS Tucker (DD-374)
- USS Downes (DD-375)
- USS Cushing (DD-376)
- USS Perkins (DD-377)
- USS Smith (DD-378)
- USS Preston (DD-379)
- USS Dunlap (DD-384)
- USS Fanning (DD-385)

Per alcune fonti, le ultime due unità Dunlap e Fanning, una versione modificata delle Mahan, costituivano una classe a sé.